# Miara dodatnio określonych operatorów
Miara dodatnio określonych operatorów – miara wprowadzona w analizie funkcjonalnej i teorii pomiaru mechaniki kwantowej (z ang. positive-operator valued measure – POVM); jej wartościami są dodatnio określone operatory samosprzężone, działające na przestrzeni Hilberta; całka z tych operatorów jest operatorem identycznościowym.
Typowo proces pomiaru opisuje się w mechanice kwantowej za pomocą operatora rzutowego (ang. projection-valued measure – PVM) działającego na funkcję falową układu. Czasami jednak fizyczna przestrzeń Hilberta jest tak ograniczona, że nie da się przypisać operatora rzutowego do pomiarów – można jednak proces pomiaru opisać za pomocą mniej restrykcyjnej miary POVM, której operatory są „niepełnymi” operatorami rzutowymi, tj. o dziedzinie i zbiorze wartości ograniczonymi do dostępnej przestrzeni Hilberta. Za pomocą tej miary formułuje się więc najogólniejszą sytuację pomiarową. POVM używa się np. w informatyce kwantowej.
W grubej analogii, POVM ma się tak do PVM jak macierz gęstości do stanu czystego. Nawet jeśli cały układ jest w stanie czystym, to macierze gęstości są niezbędne do opisu stanu jego podukładu.
Analogicznie, jeżeli fizyczna przestrzeń Hilberta jest z jakiś względów ograniczona tak że jest podprzestrzenią przestrzeni, w której pomiar można opisać jako wynik operacji rzutowej POV, to pomiar na tej przestrzeni Hilberta opisuje miara POVM.
Historycznie, używano nazwy miara, której wartościami są operatory prawdopodobieństwa (ang. probability-operator measure – POM), ale jest teraz rzadko stosowana.
W kwantowej teorii pola pomiary rzutowe nie mają konkretnej definicji i prowadzą do wielu sprzeczności, można jednak wprowadzić ich generalizację.

## Przykłady konieczności użycia miary POVM

### Fermion Diraca
Typowym przykładem jest pojedyncza cząstka Diraca, czyli fermion o spinie 1/2 opisywany równaniem Diraca (por. Dürr i inni (2004)): operator położenia działający na {\displaystyle L^{2}(\mathbb {R} ^{3},\mathbb {C} ^{4})} indukuje naturalną miarę rzutową POV {\displaystyle P_{0}(\cdot )} dla każdego zbioru mierzalnego (borelowskiego) {\displaystyle B\subseteq \mathbb {R} ^{3},} {\displaystyle P_{0}(B)} jest rzutem na przestrzeń funkcji, które zerują się na zewnątrz zbioru, {\displaystyle P_{0}(B)\Psi (q)=\mathbf {1} _{B}(q)\Psi (q),} gdzie {\displaystyle 1_{B}(q)} – indykator funkcji na zbiorze {\displaystyle B.} W ten sposób otrzymuje się {\displaystyle \langle \Psi |P_{0}(dq)|\Psi \rangle =|\Psi (q)|^{2}dq.}
Jeżeli jednak jako fizyczną przestrzeń Hilberta przejmie się podprzestrzeń zawierającą tylko stany o dodatnich energiach, to prawdopodobieństwo znalezienia cząstki musi być zadane przez operator {\displaystyle P(\cdot )=P_{+}P_{0}(\cdot )I,} gdzie {\displaystyle P_{+}\colon L^{2}(\mathbb {R} ^{3},\mathbb {C} ^{4})\to \mathbb {H} } jest operatorem rzutowym, zaś {\displaystyle I\colon \mathbb {H} \to L^{2}(\mathbb {R} ^{3},\mathbb {C} ^{4})} – odwzorowanie inkluzji.
Ponieważ {\displaystyle P_{+}} nie komutuje z większością operatorów {\displaystyle P_{0}(B),} to {\displaystyle P(\cdot )} nie jest operatorem rzutowym, ale ogólniejszą miarą POVM i w konsekwencji nie ma odniesienia do żadnego operatora rzutowego. Jednakże pozostaje nadal słuszne dla funkcji {\displaystyle \Psi } należącej do podprzestrzeni {\displaystyle \mathbb {H} } z dodatnio określoną energią, że {\displaystyle \langle \Psi |P(dq)|\Psi \rangle =|\Psi (q)|^{2}dq.}
Z tego względu w kwantowej teorii pola obserwabla położenia jest częściej typu POVM niż POV.

### Fotony
Miary typu POVM są np. istotne dla fotonów. W jednym z podejść funkcja falowa pojedynczego fotonu {\displaystyle \Psi \colon \mathbb {R} ^{3}\to \mathbb {C} ^{3}} poddana jest warunkom ograniczającym
{\displaystyle \nabla \cdot \Psi =\partial _{x}\Psi _{x}+\partial _{y}\Psi _{y}+\partial _{z}\Psi _{z}=0.}
Fizyczna przestrzeń Hilberta {\displaystyle \mathbb {H} } fotonu zawiera więc tylko funkcje falowe, które spełniają to dodatkowe ograniczenie i z tej racji przestrzeń Hilberta fotonu jest podprzestrzenią ogólniejszej przestrzeni {\displaystyle L^{2}(\mathbb {R} ^{3},\mathbb {C} ^{3})} w jakiej można przedstawiać stany pojedynczych cząstek o liczbie spinowej s=1, a naturalna miara rzutowa PVM na {\displaystyle L^{2}(\mathbb {R} ^{3},\mathbb {C} ^{3})} przechodzi w POVM na {\displaystyle \mathbb {H} .}

## Operatory POVM a operatory rzutowe
Z każdym wynikiem pomiaru jest związany pewien dodatnio określony samosprzężony operator {\displaystyle F(z)} taki, że jeśli na układzie w stanie {\displaystyle \Psi (|\Psi |=1)} jest wykonywany pomiar, to rozkład prawdopodobieństwa pomiaru {\displaystyle Z} jest dany wyrażeniem
{\displaystyle P\Psi (Z=z)=\langle \Psi |F(z)|\Psi \rangle }
dla każdego {\displaystyle z.}
Z takich operatorów pomiaru można utworzyć „observables”: operatory dają rozkłady prawdopodobieństw wielkości mierzonej {\displaystyle Z} będące funkcją {\displaystyle \Psi .} Operatory {\displaystyle F(z)} zsumowane dają operator jednostkowy {\displaystyle I,} {\displaystyle \sum F(z)=I.}
Gdy {\displaystyle z} są liczbami rzeczywistymi, a {\displaystyle F(z)} są operatorami rzutowymi, to operator POVM {\displaystyle F(\cdot )} może być wyrażony przez operator samosprzężony
{\displaystyle A\sum F(z)}
– jest to de facto rozkład spektralny operatora {\displaystyle A} tak, że {\displaystyle z} są wartościami własnymi {\displaystyle A,} a {\displaystyle F(z)} jest operatorem rzutowym na podprzestrzeń odpowiadającą tej wartości. To tłumaczy, dlaczego operatory samosprzężone reprezentują wielkości mierzone w wielu przypadkach.